# Campeonato Europeo Sub-18 1981
El Campeonato Europeo Sub-18 1981 se llevó a cabo en Alemania Occidental del 25 de mayo al 3 de junio y contó con la participación de 16 selecciones juveniles de Europa provenientes de una fase eliminatoria.
El anfitrión Alemania Federal venció en la final a Polonia para conseguir su primer título continental.

## Eliminatoria

### Fase de grupos
| País         | J | G | E | P | GF | GC | GD  | Pts |
| ------------ | - | - | - | - | -- | -- | --- | --- |
| Bélgica      | 4 | 3 | 1 | 0 | 10 | 2  | +8  | 7   |
| Países Bajos | 4 | 2 | 1 | 1 | 12 | 4  | +8  | 5   |
| Luxemburgo   | 4 | 0 | 0 | 4 | 2  | 18 | –16 | 0   |

|  | Luxemburgo   | 0–6 | Países Bajos |
|  | Luxemburgo   | 0–4 | Bélgica      |
|  | Países Bajos | 1–3 | Bélgica      |
|  | Bélgica      | 3–1 | Luxemburgo   |
|  | Países Bajos | 5–1 | Luxemburgo   |
|  | Bélgica      | 0–0 | Países Bajos |

### Eliminación Directa
| Equipo 1        | Agr.       | Equipo 2             | Ida | Vuelta |
| --------------- | ---------- | -------------------- | --- | ------ |
| Gales           | 4–2        | Irlanda              | 2–2 | 2–0    |
| Islandia        | 1–4        | Escocia              | 0–1 | 1–3    |
| Inglaterra      | 4–0        | Irlanda del Norte    | 1–0 | 3–0    |
| Finlandia       | 1–2        | Suecia               | 1–1 | 0–1    |
| Polonia         | 4–1        | Alemania Democrática | 2–0 | 2–1    |
| Dinamarca       | 3–2        | Noruega              | 0–1 | 3–1    |
| Portugal        | 0–3        | Francia              | 0–1 | 0–2    |
| Malta           | 1–8        | Italia               | 1–5 | 0–3    |
| España          | 5–2        | Suiza                | 4–1 | 1–1    |
| Hungría         | 0–1        | Rumania              | 0–0 | 0–1    |
| Austria         | 4–2        | Turquía              | 4–0 | 0–2    |
| Unión Soviética | 1–1 (3–4p) | Checoslovaquia       | 1–0 | 0–1    |
| Yugoslavia      | 0–1        | Bulgaria             | 0–0 | 0–1    |
| Grecia          | 4–1        | Chipre               | 1–0 | 3–1    |

## Clasificados
| - Austria - Bélgica - Bulgaria - Checoslovaquia | - Dinamarca - Inglaterra - Francia - Alemania Federal (anfitrión) | - Grecia - Italia - Polonia - Rumania | - Escocia - España - Suecia - Gales |

## Fase de grupos

### Grupo A
| País             | J | G | E | P | GF | GC | GD | Pts |
| ---------------- | - | - | - | - | -- | -- | -- | --- |
| Alemania Federal | 3 | 3 | 0 | 0 | 9  | 2  | +7 | 6   |
| Gales            | 3 | 2 | 0 | 1 | 4  | 5  | –1 | 4   |
| Bélgica          | 3 | 1 | 0 | 2 | 4  | 6  | –2 | 2   |
| Grecia           | 3 | 0 | 0 | 3 | 0  | 4  | –4 | 0   |

| 25 de mayo | Gales            | 0-5 | Alemania Federal |
|            | Bélgica          | 2–0 | Grecia           |
| 27 de mayo | Alemania Federal | 3–2 | Bélgica          |
|            | Grecia           | 0–1 | Gales            |
| 29 de mayo | Alemania Federal | 1–0 | Grecia           |
|            | Bélgica          | 0–3 | Gales            |

### Grupo B
| País           | J | G | E | P | GF | GC | GD | Pts |
| -------------- | - | - | - | - | -- | -- | -- | --- |
| Polonia        | 3 | 2 | 1 | 0 | 7  | 3  | +4 | 5   |
| Suecia         | 3 | 0 | 3 | 0 | 3  | 3  | 0  | 3   |
| Rumania        | 3 | 1 | 1 | 1 | 5  | 6  | –1 | 3   |
| Checoslovaquia | 3 | 0 | 1 | 2 | 4  | 7  | –3 | 1   |

| 25 de mayo | Polonia        | 1–1 | Suecia         |
|            | Rumania        | 3–2 | Checoslovaquia |
| 27 de mayo | Polonia        | 3–1 | Rumania        |
|            | Suecia         | 1–1 | Checoslovaquia |
| 29 de mayo | Checoslovaquia | 1-3 | Polonia        |
|            | Suecia         | 1–1 | Rumania        |

### Grupo C
| País      | J | G | E | P | GF | GC | GD | Pts |
| --------- | - | - | - | - | -- | -- | -- | --- |
| Francia   | 3 | 2 | 1 | 0 | 7  | 3  | +4 | 5   |
| Dinamarca | 3 | 1 | 1 | 1 | 5  | 5  | 0  | 3   |
| Italia    | 3 | 1 | 1 | 1 | 2  | 2  | 0  | 3   |
| Bulgaria  | 3 | 0 | 1 | 2 | 2  | 6  | –4 | 1   |

| 25 de mayo | Italia    | 0–0 | Francia   |
|            | Bulgaria  | 2–2 | Dinamarca |
| 27 de mayo | Italia    | 1–0 | Bulgaria  |
|            | Francia   | 2–1 | Dinamarca |
| 29 de mayo | Dinamarca | 2-1 | Italia    |
|            | Francia   | 3–0 | Bulgaria  |

### Grupo D
| País       | J | G | E | P | GF | GC | GD  | Pts |
| ---------- | - | - | - | - | -- | -- | --- | --- |
| España     | 3 | 2 | 1 | 0 | 6  | 2  | +4  | 5   |
| Escocia    | 3 | 2 | 1 | 0 | 3  | 1  | +2  | 5   |
| Inglaterra | 3 | 1 | 0 | 2 | 8  | 3  | +5  | 2   |
| Austria    | 3 | 0 | 0 | 3 | 0  | 11 | –11 | 0   |

| 25 de mayo | Austria    | 0–1 | Escocia    |
|            | España     | 2–1 | Inglaterra |
| 27 de mayo | Austria    | 0–3 | España     |
|            | Escocia    | 1–0 | Inglaterra |
| 29 de mayo | Inglaterra | 7-0 | Austria    |
|            | Escocia    | 1–1 | España     |

## Fase final
|  | Semifinales             | Semifinales        |   |                       | Final                  | Final |  |
|  |                         |                    |   |                       |                        |       |  |
|  |                         |                    |   |                       |                        |       |  |
|  | Köln, 1 de junio        |                    |   |                       |                        |       |  |
|  | Francia                 | 1 (3)              |   |                       |                        |       |  |
|  | Alemania Federal (pen.) | 1 (4)              |   |                       |                        |       |  |
|  |                         |                    |   |                       |                        |       |  |
|  |                         |                    |   |                       | Düsseldorf, 3 de junio |       |  |
|  |                         |                    |   |                       | Alemania Federal       | 1     |  |
|  |                         | Polonia            | 0 |                       |                        |       |  |
|  |                         |                    |   |                       |                        |       |  |
|  |                         |                    |   |                       |                        |       |  |
|  |                         |                    |   |                       | Tercer lugar           |       |  |
|  | Bochum, 1 de junio      | Bochum, 1 de junio |   | Duisburgo, 3 de junio | Duisburgo, 3 de junio  |       |  |
|  | España                  | 0 (5)              |   | Francia (pen.)        | 1 (6)                  |       |  |
|  | Polonia (pen.)          | 0 (6)              |   |                       | España                 | 1 (5) |  |

## Campeón
| Eurocopa Sub-18 1981           |
| ------------------------------ |
| Bandera de Alemania Occidental |
| Alemania Federal 1º Título     |